# یولیا ماتیاس
یولیا ماتیاس (انگلیسی: Julia Matijass؛ زادهٔ ۲۲ سپتامبر ۱۹۷۳) جودوکار روس‌تبار اهل آلمان بود.
وی همچنین برندهٔ جوایزی همچون برگ بوی نقره‌ای شده‌است.